# HAT-P-14
HAT-P-14は、ヘルクレス座の方角に太陽系からおよそ730光年の距離にある恒星である。その周囲には、1つの太陽系外惑星が発見されている。

## 特徴
| 太陽 | HAT-P-14  |
| ---- | --------- |
| 太陽 | Exoplanet |

HAT-P-14は、F型主系列星に属するとみられる。質量、半径ともに太陽より大きく、光度も太陽の3倍を超えると推定される。年齢はおよそ13億年とみられる。HAT-P-14という名称は、周囲に惑星が発見されたことで、その母星として与えられたもので、それ以前はGSC 03086-00152などのカタログ名で呼ばれていた。

## 惑星系
HATネットの系外惑星捜索グループは、フレッド・ローレンス・ホイップル天文台からの観測でこの星においてトランジットを検出、その後の同天文台やケックI望遠鏡における追観測で、2010年に惑星HAT-P-14bが発見された。HAT-P-14bは、半径が木星の1.4倍とみられる巨大ガス惑星で、母星に非常に近いところを公転するホット・ジュピターである。HAT-P-14bは、スーパーWASPのグループによっても独立に検出されており、同グループはこの惑星をWASP-27bと呼んでいる。
| 名称 （恒星に近い順） | 質量           | 軌道長半径 （天文単位） | 公転周期 (日) | 軌道離心率  | 軌道傾斜角  | 半径           |
| --------------------- | -------------- | ----------------------- | ------------- | ----------- | ----------- | -------------- |
| b (Sissi)             | 3.44 ± 0.63 MJ | 0.075                   | 4.62767       | 0.11 ± 0.01 | 83.5 ± 0.3° | 1.42 ± 0.12 RJ |

## 名称
2019年、世界中の全ての国または地域に1つの系外惑星系を命名する機会を提供する「IAU100 Name ExoWorldsプロジェクト」において、HAT-P-14とHAT-P-14bはオーストリア共和国に割り当てられる系外惑星系となった。このプロジェクトは、「国際天文学連合100周年事業」の一環として計画されたイベントの1つで、オーストリア国内での選考、国際天文学連合 (IAU) への提案を経て、太陽系外惑星とその母星に固有名が承認されるものであった。2019年12月17日、IAUから最終結果が公表されHAT-P-14はFranz、HAT-P-14bはSissiと命名された。Franz、Sissiともに、1955年のオーストリアの映画“Sissi”（邦題：プリンセス・シシー）の登場人物であり、Franzはオーストリア皇帝フランツ・ヨーゼフ1世のことで、カールハインツ・ベームが演じ、Sissiはその妻エリーザベト皇后のことで、ロミー・シュナイダーが演じた。